# 7mm Winchester Short Magnum
El 7mm Winchester Corto Magnum (abreviado 7mm WSM) es un cartucho desarrollado por Winchester Repeating Arms Co. en sociedad Browning Arms Company, e introducido al mercado en el 2001, con otros calibres de la familia de cartuchos Winchester Short Magnum.

## Especificaciones
El 7mm WSM es similar al .300 WSM pero con el cuello del casquillo ajustado para alojar balas de .284 pulgadas (7mm), pero se le aumentó la distancia entre el cuello y el hombro para evitar que por accidente se carguen o disparen de un rifle recamarado para .300 WSM o .270 WSM.

## Performance
El 7mm WSM es útil para cazar ciervo mula, ovejas, wapiti y oso negros.
Winchester promociona que logra una velocidad de salida de 3,225 ft/s con una bala de 140 granos con una energía de 3,233 libras/pie, mientras que con una bala de 160 granos genera una velocidad de salida de 2990 pies/segundo y 3176 libras.pie de energía, siendo las alternativas más cortas y livianas, las que funcionan mejor en este tipo de casquillos cortos.

## Popularidad
El 7mm WSM no logró la misma popularidad que el .300 WSM o el .270 WSM, en parte por la creencia equivocada de que los cuellos cortos de los casquillos no podrían alojar proyectiles pesados para el .7mm, restringiendo las capacidades del calibre.
El costo es otro factor que le resta popularidad. Los precios son más altos que los de munición similar para el 7mm Remington Magnum o el .280 Remington, ambos con rendimientos similares al 7mm WSM, siendo el .280 Rem ligeramente más lento y el .7mm Rem Mag prácticamente igual.